# John Balchen
Sir John Balchen (2. února 1670, Godalming, Anglie – 4./5. října 1744, Les Casquets, Lamanšský průliv) byl britský admirál, v námořnictvu sloužil šedesát let a jako důstojník se v Evropě i v koloniích zúčastnil dynastických válek 17. a 18. století. V roce 1743 dosáhl hodnosti admirála a byl povýšen do šlechtického stavu. Krátce poté zahynul při ztroskotání u Normanských ostrovů, trosky jeho vlajkové lodi Victory byly v Lamanšském průlivu objeveny až v roce 2008.

## Kariéra
Pocházel z drobné šlechtické rodiny, byl jediným synem Johna Balchena. Od patnácti let sloužil u Royal Navy, v mládí převážně v Karibiku, již v roce 1697 dosáhl hodnosti kapitána. Během války o španělské dědictví byl dvakrát zajat, pokaždé byl propuštěn a postaven před válečný soud, obvinění ze ztráty lodí byl ale vždy zbaven. V letech 1712–1713 pod velením admirála Jenningse velel ve Středomoří, po skončení války o španělské dědictví bojoval proti pirátům v Karibiku. Prvního většího úspěchu dosáhl v bitvě u mysu Passaro (1718) v rámci války Čtverné aliance. Ve dvacátých letech 18. století sloužil v Baltském a Severním moři, v roce 1728 dosáhl hodnosti kontradmirála.
V roce 1734 byl povýšen na viceadmirála, dalších pět let ale strávil na svých statcích v Anglii, v letech 1734–1740 byl velitelem v Portsmouthu. Do aktivní služby byl povolán znovu za války o Jenkinsovo ucho. V roce 1743 dosáhl hodnosti admirála a byl povýšen do šlechtického stavu, s funkcí guvernéra špitálu v Greenwichi a vysokou roční penzí byl ale proti své vůli penzionován. Již v roce 1744 byl ale kvůli nedostatku zkušených důstojníků znovu povolán do aktivní služby v rámci války o rakouské dědictví a bojoval u břehů Portugalska.

## Ztroskotání lodi Victory

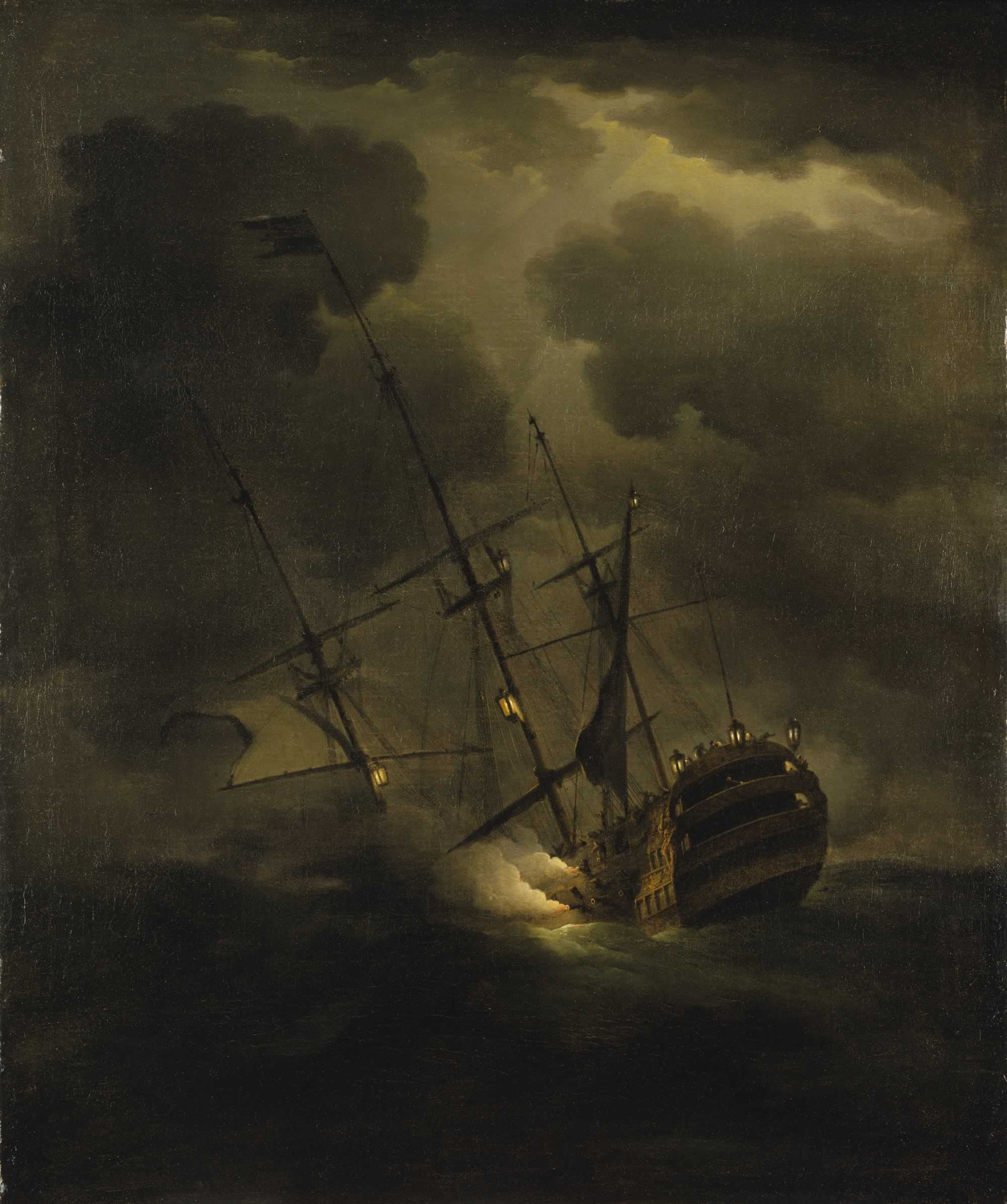
Ztroskotání lodi Victory (Peter Monamy, 1746, National Maritime Museum, Londýn)

Admirál Balchen se od portugalských břehů vracel na lodi Victory, která byla postavena v roce 1733 v Portsmouthu, ve své době patřila k největším plavidlům na světě a v historii byla jako poslední vyzbrojena děly z čistého bronzu, později se přešlo na levnější výrobu děl ze železa. Loď Victory byla spatřena naposledy 4. října 1744 v oblasti Normanských ostrovů, v následné bouři zmizela zcela beze stopy. Lodě, které Victory doprovázely, se po několik týdnů snažily objevit trosky nebo lidská těla (posádku Victory tvořilo 1 100 mužů), ale neúspěšně. Admirál Balchen byl v Anglii oceňován jako národní hrdina a ve Westminsterském opatství mu byl postaven symbolický náhrobek. Zmizení velké válečné lodi s početnou posádkou v poměrně malém prostoru patřilo více než 250 let k největším záhadám námořních dějin. O vyzvednutí lodi z mořského dna se přes dvě století snažili hledači pokladů, protože podle neověřených informací měla být na palubě Victory převážena válečná kořist v hodnotě statisíců liber. Trosky Victory byly objeveny až v roce 2008 u skalnatého ostrova Les Casquets, zbytky lodi byly identifikovány podle zmíněných bronzových děl.
Jeho manželkou byla Susannah Apreece, dcera poslance Roberta Apreece, která po Balchenově zmizení obdržela státní rentu ve výši 500 liber ročně. Z jejich manželství pocházelo šest dětí, syn George Balchen (1727–1756) dosáhl v námořnictvu hodnosti kapitána a zemřel na Barbadosu, dcera Frances se provdala za admirála Temple Westa.